# 베드 앤드 브렉퍼스트

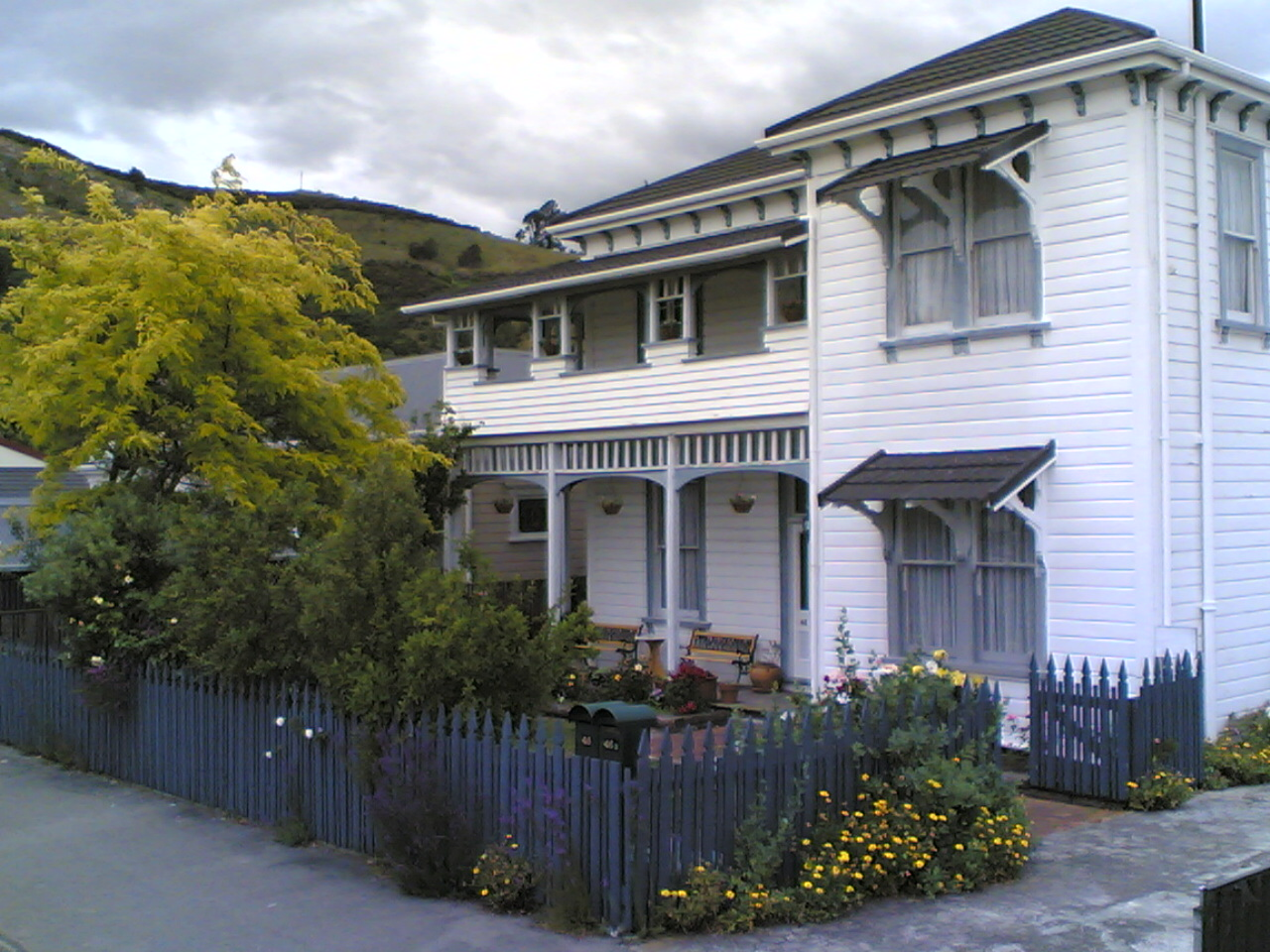
뉴질랜드 넬슨의 앰버 하우스

베드 앤드 브렉퍼스트(bed and breakfast)는 영국과 북아메리카, 아일랜드, 뉴질랜드, 오스트레일리아 등 주로 영어권 국가에 있는 숙박 시설이다. 숙박과 아침 식사를 비교적 저렴한 가격으로 이용할 수 있다.

## 같이 보기
- 에어비앤비